# 出資の受入れ、預り金及び金利等の取締りに関する法律
出資の受入れ、預り金及び金利等の取締りに関する法律（しゅっしのうけいれ、あずかりきんおよびきんりとうのとりしまりにかんするほうりつ、昭和29年6月23日法律第195号）は、出資金の受入れ、預り金、浮貸し、金銭貸借の媒介手数料、金利の規制に関する日本の法律である。略称は出資法、出資取締法。
保全経済会事件がきっかけで制定された。

## 所管官庁
共同所管
- 法務省民事局民事法制管理官室[1]
- 法務省民事局商事課
- 金融庁総合政策局リスク分析総括課貸金業室 - 貸金業者に関する「一般的な情報収集事務」を担当[2]
- 財務省大臣官房地方課 - 地方財務局を通じて貸金業者に対する実務を担当
- 消費者庁消費者政策課 - 悪徳商法、無限連鎖講、マルチ商法等を担当

経済産業省経済産業政策局および商務情報政策局、公正取引委員会審査局など他省庁と連携して執行にあたる。

## 概説
1954年6月に「出資の受入、預り金及び金利等の取締等に関する法律」として成立した。その後、1983年4月（5月公布）の法改正（いわゆるサラ金二法）により、「出資の受入れ、預り金及び金利等の取締りに関する法律」という現行の題名に改題された。

### 出資法と貸金業者
明治維新後、十五年戦争（満州事変・支那事変・第二次世界大戦）の頃までは貸金業は自由に営業することが出来た。しかし1934年（昭和9年）の農業恐慌の際、高利貸が闊歩したことにより債務者の自殺や女子を性的奴隷として身売りするなどの被害が相次ぎ、取り締まる必要が生じたため、1939年（昭和14年）8月に金融業取締規則（昭和14年警視庁令29号。明治憲法9条に基づく）が制定された。
貸金業は警視総監の許可制となり、一定額の営業資金の保有が許可要件とされた。しかし、明治憲法の全部改正による日本国憲法（昭和憲法）施行によりこの規則が失効し、一時的に無規律の状態となった。経済・社会の混乱と資金不足を背景に、高利貸や預金類似行為を行う者など、いわゆる闇金融が広く発生しており、これを取り締まる必要があって、1949年5月に貸金業等取締法（昭和24年法律170号。現・貸金業法）が制定された。
この法律は、貸金業者の「預り金の禁止」と、銀行などの役職員の「浮貸し等の禁止」などを定めた。この「預り金の禁止」により、貸金業者の貸付原資は、自己資金または親族縁故など特定少数者から集めた資金に限られることとなった。そのため、違法ゆえ貸金業の届出が受理されない者や、引き続き他人資本を利用して貸金業を行いたい者などが、「特別金融機関」または「類似金融機関」を名乗って、不正金融を行うようになった。前者の代表例が、1953年10月に破たんした保全経済会（＝「匿名組合形式の利殖機関」を標榜した）であり、後者が「株主相互金融」である。
1954年6月出資法は、その保全経済会事件を受けて制定された。すなわち、「出資金の受入の制限」を定めるとともに、貸金業者に課されていた「預り金の禁止」を、広く一般に課すこととした。また、同法による「預り金の禁止」では、社債の発行による貸付原資の受入れも「預り金」であることが明示された。なお、貸金業等取締法が「殖産会社の整理」という初期の目的を達する一方、同法に基づく届出制に弊害が生じていたことから、これを廃止し、貸金業者については簡易な届出制度を存置することとなった。
また、同じ1954年6月の法改正（昭和29年法律198号）により、出資募集の際の誇大宣伝の禁止を目的として、証券取引法（現行の金融商品取引法）に、特定価格による買戻保証の表示禁止（旧法の191条の3）、確定利益配当等の保証の禁止（同191条の4）の規定（現行法の170・171条）が追加された。この証取法改正は「米国のブルー・スカイ・ローの継受である」ということが一部で喧伝された。

### 預り金の禁止
1954年6月出資法が広く一般に課した「預り金の禁止」は、1983年5月の法改正を経て、現在も、なお存続している。
「預り金」とは、下記の4要件の全てを満たすものとされているが、これは「預金」を意味している。
1. 不特定かつ多数の者が相手であること、
2. 金銭の受け入れであること、
3. 元本の返還が約されていること
4. 主として預け主の便宜のために金銭の価値を保管することを目的とするものであること。

なお、1954年6月出資法は、「預貯金による金銭の受け入れ」のほか、「公募債の発行による貸付原資の受け入れ」も「預り金」としたため、いわゆるノンバンクによる資本市場での資金調達が制限されることとなった。すなわち1987年11月に事業会社にコマーシャルペーパーの国内発行が解禁された際、ノンバンクには解禁されず、また、1993年6月にノンバンク（貸金業者、リース企業、購入あっせん企業）に解禁された際には、発行代り金専用の預金口座を新たに開設するなど、発行預り金を貸付原資としないための措置を講ずることが求められた。1999年4月ノンバンク社債法（平成11年法律32号）により、要件を満たしたノンバンク（特定金融会社等）の社債発行が解禁されて、「公募債の発行による貸付原資の受け入れ」を「預り金」とする出資法の規定は削除された。

### 出資金と預り金の違い
出資金は元本の返還が保証されないのに対し、預り金はそれが保証される。また私法上の性質としては、元本返還請求権は、預り金の場合、契約締結時点から発生するのに対し、出資金の場合、契約締結時点では事業の成功を停止条件とした、条件付きの請求権にすぎない点に根本的な差異がある。

## 主な内容
- 不特定多数の者に対する、元本を保証した出資の受入れの禁止
- 特定金融機関以外の、業としての預り金をすることの禁止（他の法律に特別の規定がある場合を除く）
- 浮貸しの禁止
- 金銭の貸借の媒介を行なう者は、その金銭額の5%を超える手数料を受けることを禁止（紹介屋等の禁止）
- 金融業者は年20%超、金融業者以外は年109.5%（うるう年は109.8%とし、1日あたり0.3%）超の金利の契約を禁止
- 金利や元本の解釈、短期の貸付け期間や複利計算
- 利息制限法と同じくみなし利息
貸付に当たり受け取る金銭は、礼金、割引金、手数料、調査料その他何らの名義をもってするを問わず、利息とみなされる。
手形の割引や売渡担保等によって発生する金銭の交付や授受は、実質的に利息と同視されることから、金銭の貸付け又は金銭の貸借とみなされる。
- 罰則